# Реактор МИР.М1
Петлевой исследовательский реактор МИР
Многопетлевой исследовательский реактор МИР.М1
Реакторная установка МИР.М1 введена в эксплуатацию 26 декабря 1966 г. Основное назначение реакторной установки — испытание топлива различных типов ядерных реакторов в условиях, моделирующих нормальные (стационарные и переходные) режимы эксплуатации, а также некоторые проектные аварийные ситуации. По физическим особенностям реактор МИР — тепловой гетерогенный реактор с замедлителем и отражателем из металлического бериллия. По конструктивным особенностям он является канальным и размещен в бассейне с водой. Такое конструкторское решение позволило совместить основные преимущества бассейновых и канальных реакторов.
Активная зона формируется в шестигранных блоках бериллиевой кладки, по оси которых установлены прямоточные циркониевые каналы для размещения в них рабочих и экспериментальных ТВС. Ее структура выбрана из условия минимального взаимного влияния соседних испытываемых устройств друг на друга, поскольку режимы их эксплуатации могут существенно отличаться. 
На данный момент эксплуатация реактора продлена до 31 декабря 2025 года.

## Реакторная установка
Реакторная установка МИР.М1 введена в эксплуатацию 26 декабря 1966 г. Срок эксплуатации в проектной документации на тот период установлен не был.
В конце 90-х в начале 2000 годов были выполнены работы по обследованию состояния зданий и сооружений, по результатам которых показали возможность продления срока эксплуатации реактора дальше 2020 года.
На реакторной установке одновременно могут проводиться эксперименты по испытанию тепловыделяющих элементов ядерных реакторов с разными видами теплоносителя при различных заданных условиях облучения. 

## Активная зона
Каркас АЗ сформирован из шестигранных бериллиевых блоков с размером под ключ 148,5 мм, установленных по треугольной решётке с зазорами между ними по 1,5 мм.
В центральных осевых отверстиях блоков устанавливаются корпуса каналов для размещения рабочих ТВС (37шт); перемещаемых, комбинированных с поглотителем, рабочих ТВС (12шт); экспериментальных каналов (11шт).
Направляющие трубы для размещения органов СУЗ расположены в отверстиях между соседними бериллиевыми блоками. Каждый экспериментальный канал окружён шестью каналами с рабочими ТВС и (3÷5) органами регулирования.

### Физические характеристики
| Высота                                   | 1000 мм |
| Эквивалентный диаметр                    | 1220 мм |
| Количество ячеек для рабочих ТВС         | 48      |
| Максимальный диаметр петлевого канала    | 120 мм  |
| Максимальное количество петлевых каналов | 11      |

### Нейтронные характеристики
| Максимальная плотность потока тепловых нейтронов                    | 5·10^18 м^-2*с^-1 |
| Коэффициент неравномерности энерговыделения по высоте активной зоны | 1,38 ÷ 1,74       |

### Температурные характеристики
| Теплоноситель                     | вода       |
| Давление                          | 1,25 МПа   |
| Температура на входе в реактор    | 30 ÷ 70 С° |
| Температура на выходе из реактора | до 98 С°   |

## Петлевые установки
|                                                                   | ПВ-1, ПВ-2 | ПВК-1, ПВК-2       | ПВП-1     | ПВП-2     | ПГ-1                  |
| ----------------------------------------------------------------- | ---------- | ------------------ | --------- | --------- | --------------------- |
| Теплоноситель                                                     | вода       | вода, кипящая вода | вода, пар | вода, пар | гелий или смесь газов |
| Температура теплоносителя на выходе канала                        | 340        | 340                | 500       | 500       | 1000                  |
| Расход теплоносителя в канале                                     | 16         | 14                 | 0,675     | 1,0       | -                     |
| Допускаемая удельная активность продуктов деления в теплоносителе | 1*10^-3    | 1*10^-3            | 1*10^-3   | 1,0       | 1,0                   |
| Давление                                                          | 18         | 18                 | 8,5       | 20        | 20                    |
| Максимальная тепловая мощность                                    | 2000       | 2000               | 2000      | 2000      | 200                   |
| Число каналов                                                     | По 2       | По 2               | 1         | 1         | 1                     |